# Sint-Jozefkapel (Opalfene)

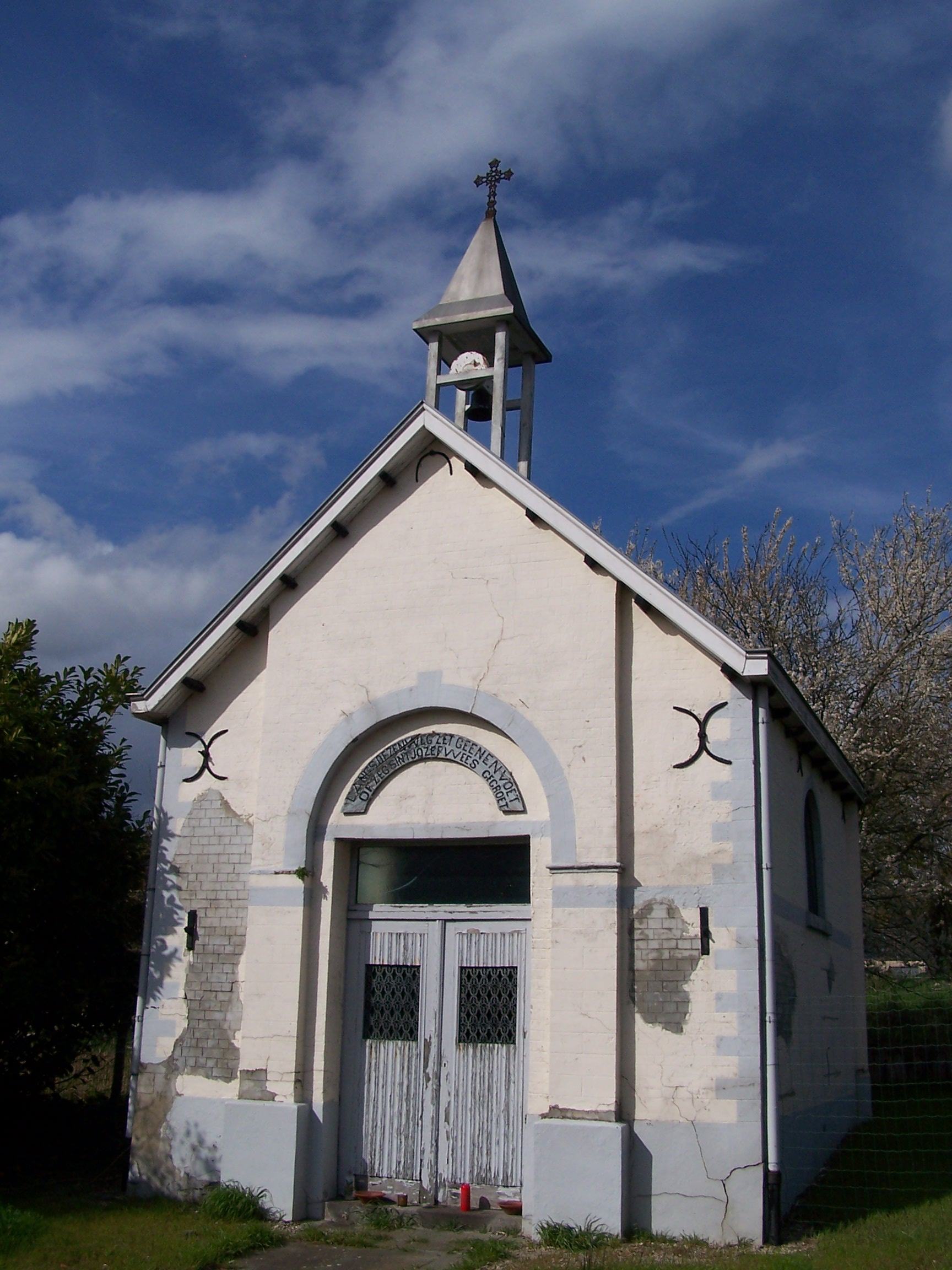
Sint-Jozefskapel

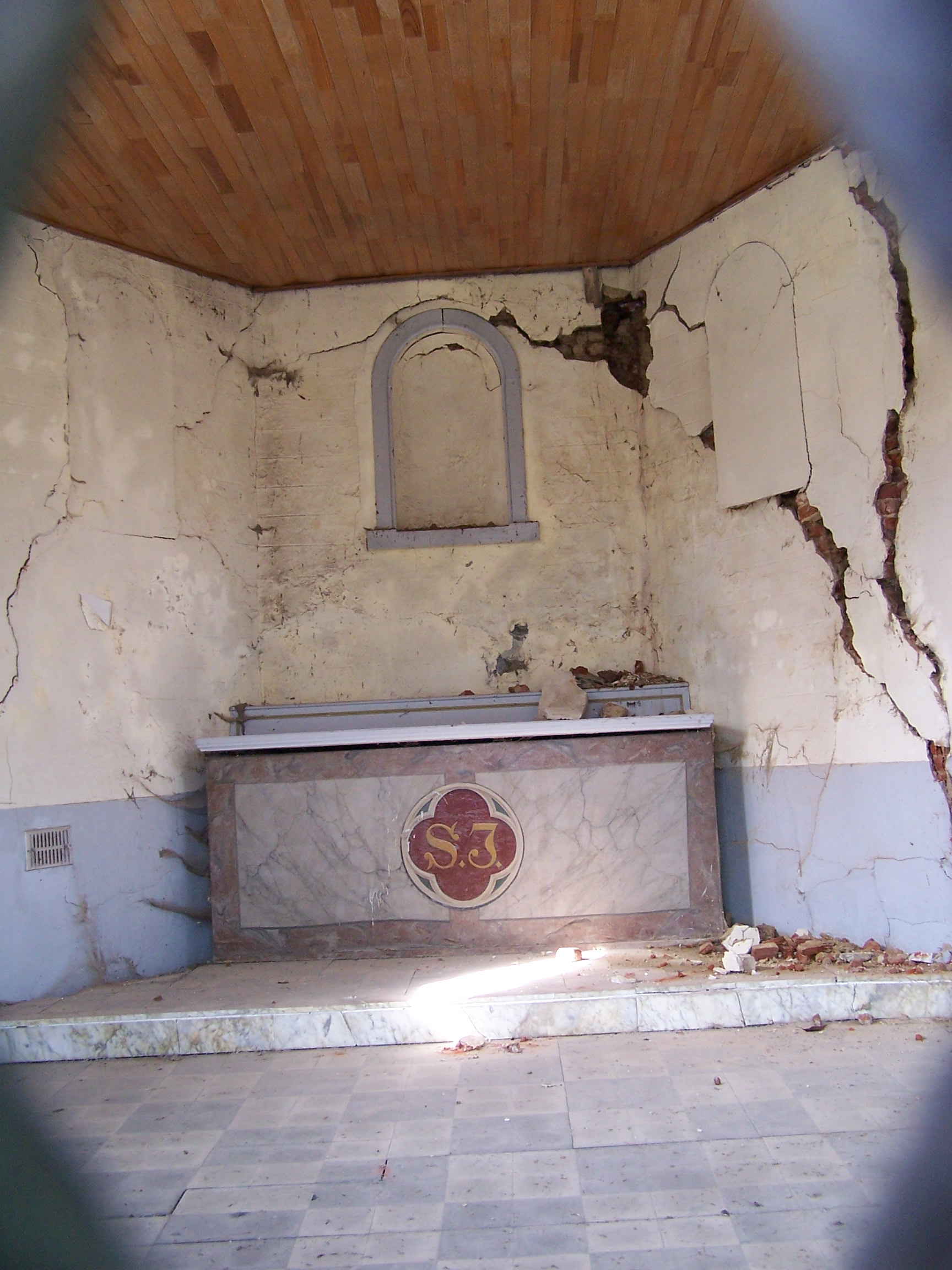
interieur kapel

De Sint-Jozefkapel is een 19e-eeuwse kapel in Opalfene bij Ternat in de Belgische provincie Vlaams-Brabant.

## Geschiedenis
De huidige Sint-Jozefkapel is een in 1865 herbouwde kleinere versie van de Sint-Jozefkapel die allicht nog ouder is dan de oudste sporen uit 1673 aangeven. Zij was destijds blijkbaar zo belangrijk dat zij zelfs op oude niet zeer gedetailleerde kaarten toch is ingetekend. Zo bijv. op de kaart van J. Harrewijn uit de 17e eeuw. Zij zou ook op een kaart van 1635 van van Langren zijn vermeld. De kapel stond toen op de hoek van de Krommestraat en de Brusselbaan, aan de zuidkant. De nieuwe kapel staat op de viersprong van de Brusselbaan met de Boterweg, de Heirbaan en de Sint-Jozefstraat.

## Bouwkundige relevantie van de kapel
Waar de oorspronkelijke kapel groot moet zijn geweest en met waardevolle materialen zou zijn gebouwd heeft de huidige kapel geen bijzondere architecturale verdiensten. Zij is ook niet opgenomen in de Inventaris van het cultuurbezit in België.

## De Sint-Jozefkapel als cultureel erfgoed
De Sint-Jozefkapel heeft wel betekenis als cultureel erfgoed, maar dan vooral als immaterieel cultureel erfgoed. Vele kapellen zijn immers verbonden met plaatselijke gebruiken. Om die reden start Parcum vzw in 2022-23 met een inventaris van kapellen en hun erfgoedwaarde.
De toenmalige Ternatse pastoor Berclaer wilde de oude kapel afbreken omdat zij in onbruik was geraakt en ook niet meer onderhouden werd. Niemand leek zich geroepen te voelen om de onderhoudskosten te betalen. De kapel werd pas herbouwd in 1856 met steun van de gravin de Lichtervelde die het Kruikenburgkasteel bewoonde. Er is toen het gebruik ontstaan om op Sint-Jozefsfeestdag en op de maandag van 'Opalfene-kermis' een mis op te dragen. Anno 2023 is de kapel alweer enigszins vervallen. Het interieur is helemaal leeggehaald. De kerkfabriek van Ternat onderzoekt wat er dient te gebeuren.

## De kapel op historische kaarten

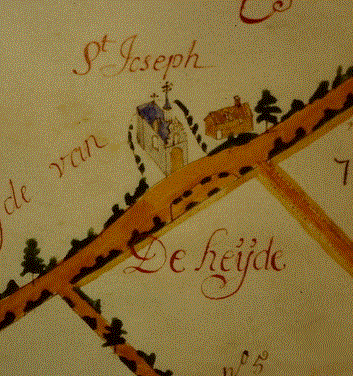
Kaart van Rossem 1713
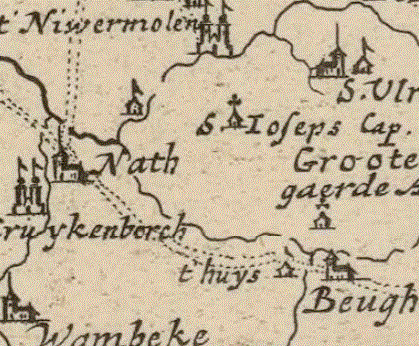
Uittreksel kaart J. Harrewijn (1660 - 1727)
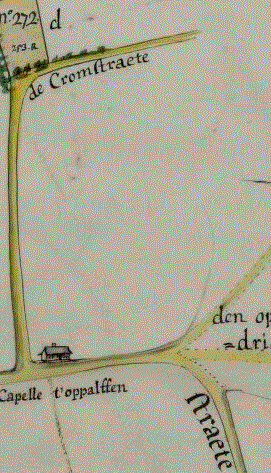
Uittreksel uit het kaartboek van de Clarissen uit 1750 (zuiden bovenaan)